# Schönfeldspitze
Die Schönfeldspitze ist mit 2653 m ü. A. nach dem Selbhorn der zweithöchste Berg des Steinernen Meeres in den Berchtesgadener Alpen.

## Lage
Die Schönfeldspitze liegt am südlichen Rand des Massivs, oberhalb von Maria Alm im Pinzgau (Bezirk Zell am See, Land Salzburgs), westlich des Hochkönigs. Der formschöne pyramidenförmige Gipfel ragt aus der Karsthochfläche des Steinernen Meeres eindrucksvoll empor und ist auch von Berchtesgaden oder von Salzburg-Aigen aus zu sehen. Bei einer Bootsfahrt über den Königssee nach St. Bartholomä steht die Schönfeldspitze zunächst beherrschend über dem jenseitigen Ufer des Sees; sie wird jedoch von den Vorbergen umso mehr verdeckt, je mehr man sich dem Südufer nähert.

## Gipfelkreuz
Eine Holzpietà mit der Figur des toten Jesus als Querbalken bildet das außergewöhnliche Gipfelkreuz der Schönfeldspitze. Es wurde vom Kapruner Bildhauer Anton Thuswaldner geschaffen und von einer Jugendgruppe der Sektion Saalfelden des Österreichischen Alpenvereins auf Initiative von Wastl Wörgötter aufgestellt.
Ende Juli 2020 wurde das Kreuz vermutlich durch einen Blitzschlag schwer beschädigt und im August mittels Helikopter abtransportiert. Mitte September 2020 wurde das neue Gipfelkreuz montiert, dieses wurde vom jungen Maria Almer Bildhauer Raphael Gschwandtl nach dem Vorbild der Pietá Thuswaldners geschaffen. Wie vor 50 Jahren übernahm Wastl Wörgötter die Organisation.

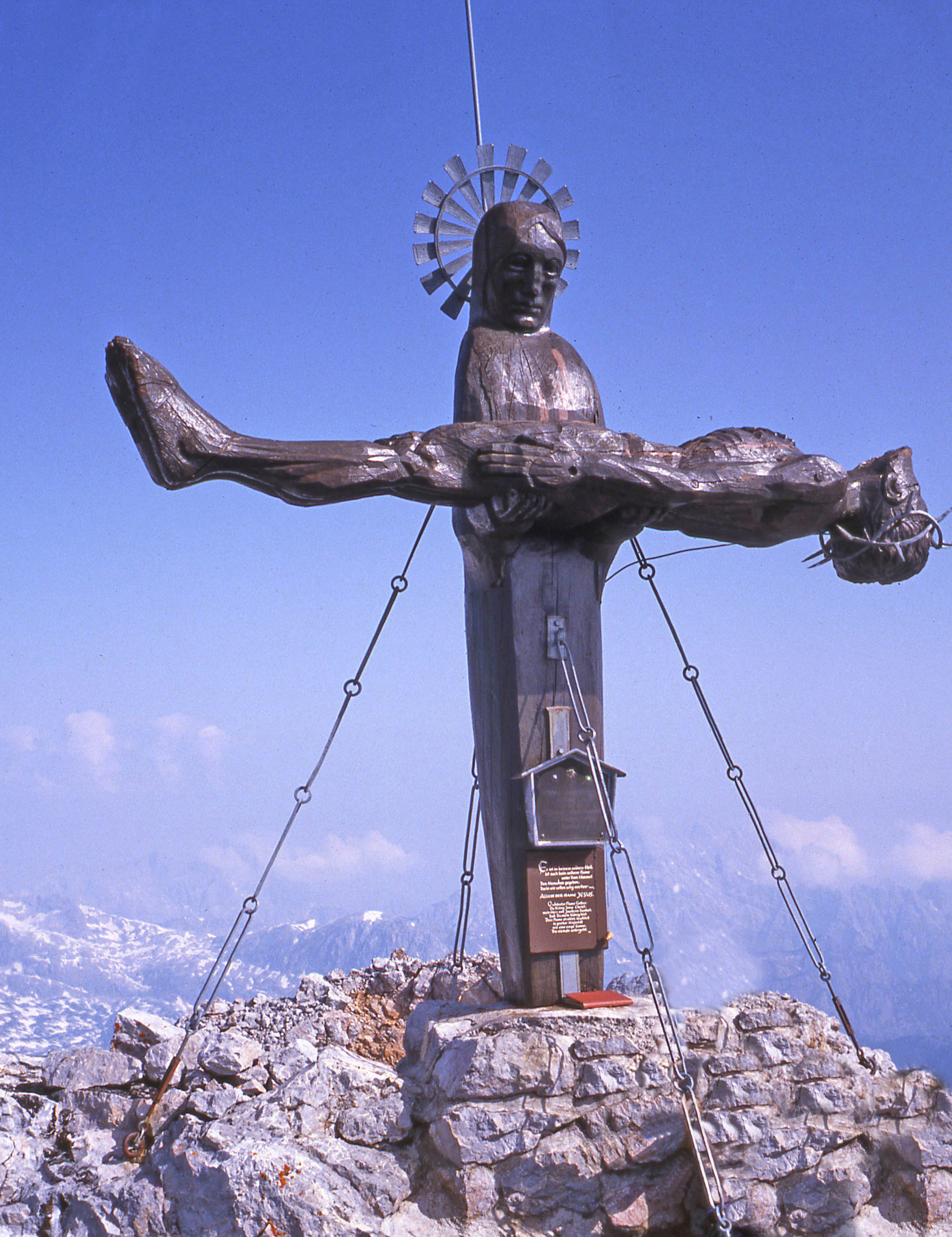
Gipfelkreuz, 1992
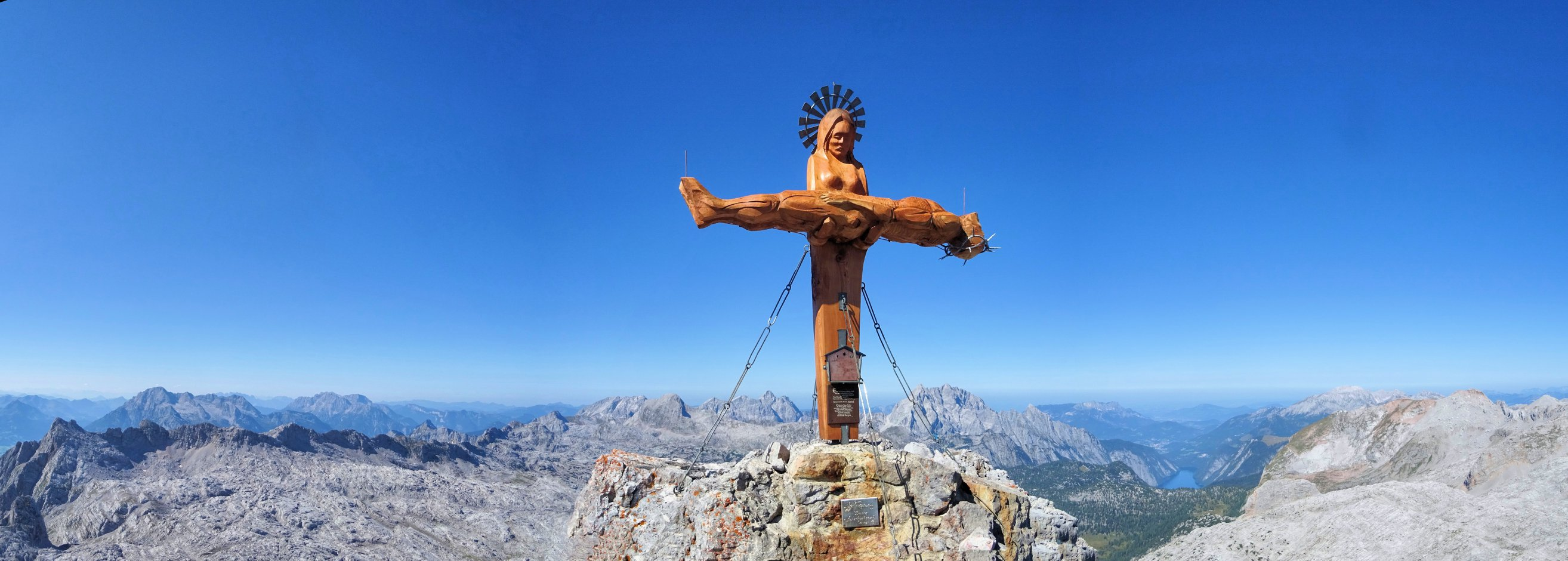
Pietà am Tag der Neuaufstellung, dem 15. September 2020

## Routen
Ein beliebter Anstieg erfolgt von Saalfelden oder Maria Alm aus. Über den Ramseidersteig erreicht man das Riemannhaus (2177 m) auf der Ramseider Scharte. Von dort gibt es dann mehrere Möglichkeiten des Aufstieges bis auf den markanten Gipfel. Alle üblichen Routen sind gut markiert. Sie verlangen Trittsicherheit und an den ausgesetzten Stellen vor allem Schwindelfreiheit (Schwierigkeitsgrad I nach UIAA-Skala).
Der lange Aufstieg von deutscher Seite beginnt am Königssee über steile Serpentinen hinauf zum Funtensee und dem Kärlingerhaus (1630 m). Bald lässt man die Waldgrenze hinter sich, und das Gelände wird zu Beginn des Steinernen Meeres etwas flacher und felsiger. Man steigt bis zur Buchauer Scharte empor und von dort führt der letzte Anstieg über den Ostgrat zum Felsgipfel der Schönfeldspitze. Der von Maria Alm ausgehende österreichische Anstieg zur Buchauer Scharte ist steil und anstrengend.